# Kagami Taichi
Taichi Kagami (sinh ngày 23 tháng 4 năm 1981) là một cầu thủ bóng đá người Nhật Bản.

## Sự nghiệp câu lạc bộ
Taichi Kagami đã từng chơi cho Tokyo Verdy.